# Janina Choromańska

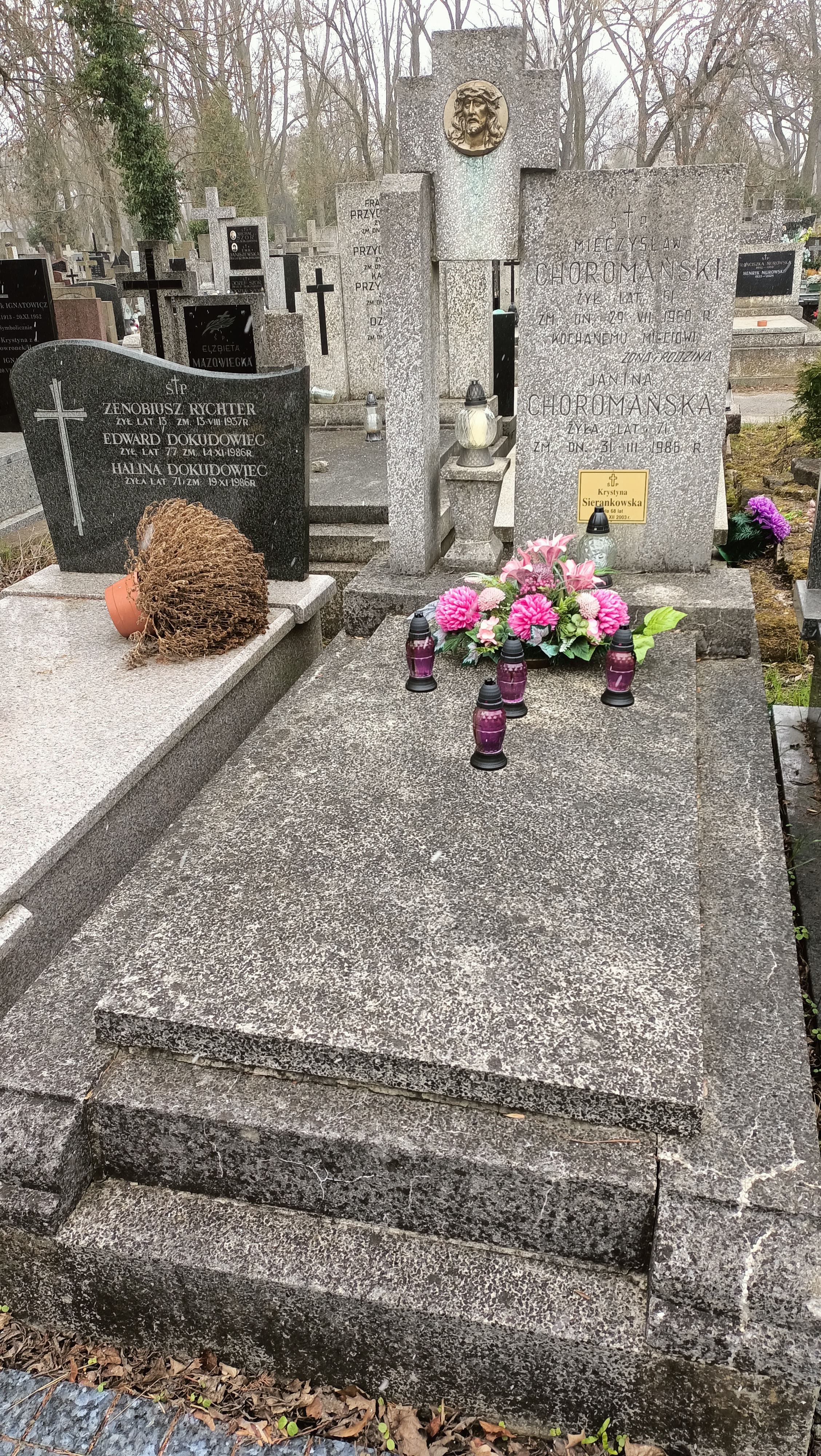
Grób Janiny Choromańskiej na cmentarzu Bródnowskim w Warszawie

Janina Choromańska (ur. 12 lutego 1915, zm. 31 marca 1986) – polska „Sprawiedliwa wśród Narodów Świata”.

## Życiorys
W trakcie II wojny światowej zamieszkiwała w Warszawie. Jesienią 1942 r. zaczepiło ją dwóch mężczyzn, przedstawiając się jako Polacy poszukujący pokoju na wynajem. Choromańska, zdając sobie sprawę, że w rzeczywistości są Żydami, podjęła decyzją o zaproszeniu ich do własnego mieszkania. Przez kolejne kilka miesięcy mieszkali z nią, wyjawiając swoje właściwe nazwiska (Szamaj Zylberman i Jakub Gurfein). Choromańska w tym czasie pomagała im w przygotowaniach do ucieczki na Węgry. Tuż przed wyjazdem, przekazali jej adres kolejnej dwójce Żydów: Meirowi Gliksmanowi i Tuwji Firerowi. Ukrywała ich przed Niemcami, a gdy Gliksman także przedostał się na Węgry, Choromańska przygarnęła siostrzenicę Tuwji, którą odebrała z podkrakowskiego klasztoru.
4 września 1996 r. Instytut Jad Waszem uhonorował Janinę Choromańską medalem „Sprawiedliwy wśród Narodów Świata”.
Pochowana na cmentarzu Bródnowskim w Warszawie (kwatera 12M-5-22).